# شاهزاده سرگردان تروا
شاهزاده سرگردان تروا (انگلیسی: The Wandering Prince of Troy) یک تصنیف مدرن اولیه (بالاد (ادبیات) است که شرحی از تعاملات بین آئنیاس، بنیانگذار اسطوره ای روم، و دیدو (ملکه کارتاژ)، ارائه می‌دهد. اگرچه قدیمی‌ترین نسخه باقی مانده از این تصنیف به سال ۱۶۳۰، بازمی‌گردد سوابق ثبت‌نام نوشت‌افزار نشان می‌دهد که برای اولین بار مجوز چاپ آن به توماس کولول تقریباً هفتاد سال قبل پیش در سال ۱۵۶۴ یا ۱۵۶۵ داده شد.

## خلاصه داستان
تصنیف با توصیف مختصر سقوط شهر پس از جنگ تروآ آغاز می‌شود. تصنیف با ادعای این که «اکنون در جایی که شهر تروا قرار داشت، ذرت رشد می‌کند» (خط ۶)، [۴]، تصنیف بلافاصله به ورود آئنیاس به کارتاژ پس از فرار او از تروا منتقل می‌شود. آئنیاس که توسط دیدو، ملکه کارتاژ، با ضیافت پذیرایی می‌شود، داستان سقوط تروا را تعریف می‌کند: «با کلماتی بسیار شیرین و آه‌هایی بسیار عمیق، / که اغلب همه آنها را به گریه می‌اندازد» (سطرهای ۲۳–۲۴). به دنبال داستان بزرگ آئنیاس، همه جشن را ترک می‌کنند و به خواب می‌روند، مگر برای دیدو که خود را قادر به خوابیدن می‌بیند، و به خاطر میل خود به اینیاس بیدار مانده‌است. با فرا رسیدن سحر، دیدو از اینکه آئنیاس و تروجان‌ها کارتاژ را ترک کرده‌اند، مضطرب می‌شود؛ بنابراین میل دیدو به ناامیدی تبدیل می‌شود. گریه می‌کند و برای پایان دادن به درد قلبش فریاد مرگ می‌زند و به سینه خود خنجر می‌زند. پس از تشییع جنازه دیدو، خواهرش آنا به آئنیاس نامه می‌نویسد تا نقش او در خودکشی دیدو را به او بگوید. پس از خواندن نامه، روح دیدو به آئنیاس ظاهر می‌شود و او از او می‌خواهد که به عنوان یک روح به او بپیوندد. در حالی که آئنیاس از دیدو التماس می‌کند که او را نگیرد، التماس‌های او بیهوده است. تصنیف به پایان می‌رسد به عنوان گروهی از «شیطان‌های زشت» (خط ۱۳۴) برای بردن جسد آئنیاس.